# شباب هتلر
شباب هتلر أو شبيبة هتلر ((بالألمانية: Hitlerjugend) [ˈhɪtlɐˌjuːɡn̩t]  ( سماع) وصلة=| عن هذا الصوت، وغالبا ما يختصر باسم HJ) شباب هتلر  Hitler-Jugend (؟·معلومات) كانت منظمة شبه عسكرية تابعة للحزب النازي. تواجدت هذه المنظمة من 1922 إلى 1945. أنشأت المنظمة بعد عام واحد من إنشاء منظمة أخرى أكبر عمرا عرفت باسم كتيبة العاصفة. من عام 1933 حتى عام 1945، كانت منظمة الشباب الرسمية الوحيدة في ألمانيا وكانت منظمة شبه عسكرية؛ كانت مؤلفة من الشباب الذكور الذين تتراوح أعمارهم بين 14 و18 عامًا، وشباب دويتشز يونغفولك للأولاد الصغار الذين تتراوح أعمارهم بين 10 و14 عامًا.
مع استسلام ألمانيا النازية في عام 1945، توقفت المنظمة في بحكم الأمر الواقع عن الوجود. في 10 أكتوبر 1945، تم حظر شباب هتلر ووحداته التابعة من قبل مجلس مراقبة الحلفاء مع منظمات الحزب النازي الأخرى. بموجب المادة 86 من القانون الجنائي لجمهورية ألمانيا الاتحادية، يعتبر شباب هتلر «منظمة غير دستورية» ويعتبر توزيع رموزها أو استخدامها العام، باستثناء الأغراض التعليمية أو البحثية، غير قانوني.

## الأصول
في عام 1922، أسس الحزب النازي ومقره ميونيخ منظمة شبابية رسمية تسمى يوفند بوند.  تم الإعلان عنها في 8 مارس 1922 في فولكشر بيوباختر، وعقدت اجتماعها الافتتاحي في 13 مايو من نفس العام.  تأسست مجموعة شبابية أخرى عام 1922 باسم وصلة=| عن هذا الصوت  . مقرها في ميونيخ، بافاريا، عملت على تدريب وتجنيد أعضاء المستقبل من كتيبة العاصفة (SA)، الجناح شبه العسكري الرئيسي للحزب النازي في ذلك الوقت. 

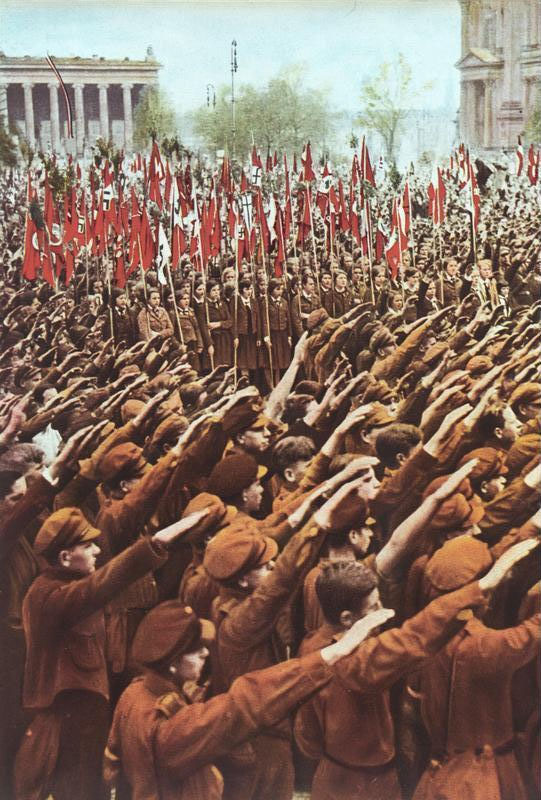
أعضاء شباب هتلر يقدمون التحية النازية في مسيرة في Lustgarten في برلين، 1933

أحد أسباب ظهور شباب هتلر بسهولة إلى الوجود نابع من حقيقة أن العديد من حركات الشباب كانت موجودة في جميع أنحاء ألمانيا قبل الحرب العالمية الأولى وخاصةً. تم إنشاء منظمات الشباب هذه لأغراض مختلفة؛ كان بعضها دينيًا في التصرف والبعض الآخر كان أيديولوجيًا، ولكن الأهم من بينها تلك التي تم تشكيلها لأسباب سياسية، مثل «المحافظون الشباب» أو «الشباب البروتستانت».  بمجرد دخول هتلر إلى المشهد الثوري، كان الانتقال من حركات الشباب غير ضارة على ما يبدو إلى الكيانات السياسية التي تركز على هتلر سريعًا. 

## عقيدة

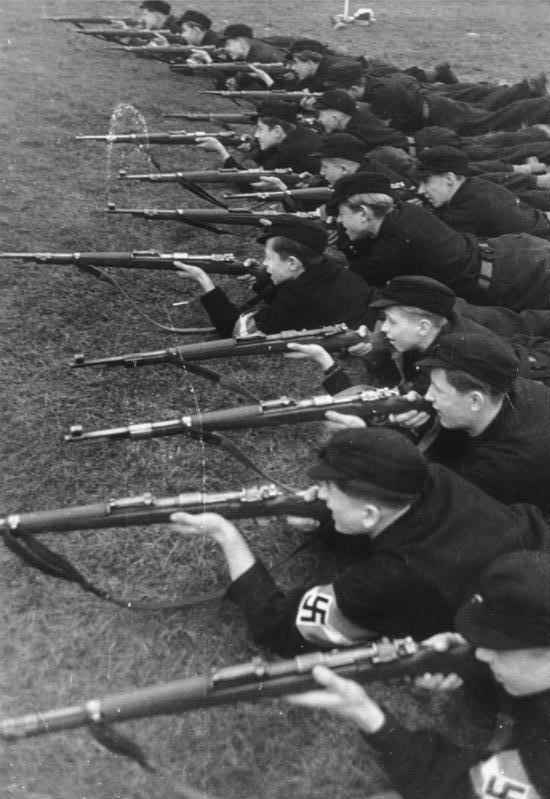
أفراد من شباب هتلر يتدربون على إطلاق النا، 1943

تم النظر إلى أعضاء شباب هتلر على أنهم الضامنون مستقبل ألمانيا النازية وتم تلقينهم في الأيديولوجية النازية، بما في ذلك العنصرية.  استولى شباب هتلر على العديد من أنشطة حركة الكشافة (التي تم حظرها عام 1935)، بما في ذلك التخييم والتنزه. ومع ذلك، بمرور الوقت تغيرت في المحتوى والنية. على سبيل المثال، كانت العديد من الأنشطة تشبه إلى حد كبير التدريب العسكري، مع التدريب على الأسلحة، ودورات دورات الاعتداء والتكتيكات الأساسية. كان الهدف هو غرس الدافع الذي سيمكن أعضائها من القتال بأمانة من أجل ألمانيا النازية كجنود.  كان هناك تركيز أكبر على اللياقة البدنية والصلابة والتدريب العسكري من التركيز على الدراسة الأكاديمية.   تم غرس التضحية من أجل القضية في تدريبهم. ادعى فرانز جاجمان، شباب هتلر السابق، على سبيل المثال أن فكرة «ألمانيا يجب أن تعيش» حتى لو كان (أعضاء شباب هتلر) يجب أن يموتوا «مطرقة» عليهم. 
تم استخدام شباب هتلر لتفريق مجموعات شباب الكنيسة، وفي التلقين المناهض للكنيسة، استخدموا للتجسس على الفصول الدينية ودراسات الكتاب المقدس،  والتدخل في حضور الكنيسة.   تم تصميم برامج التعليم والتدريب لشباب هتلر لتقويض قيم الهياكل النخبوية التقليدية للمجتمع الألماني إلى جانب امتيازاتهم؛ كان تدريبهم يهدف أيضًا إلى القضاء على الفروق الاجتماعية والفكرية بين الطبقات، بحيث يتم استبدالها والسيطرة عليها الأهداف السياسية لدكتاتورية هتلر الشمولية.  بالإضافة إلى تعزيز مبدأ اللاطبقية، تم توفير تدريب إضافي يربط الأعداء الذين حددتهم الدولة مثل اليهود بهزيمة ألمانيا السابقة في الحرب العالمية الأولى، والانحدار المجتمعي.  كما لاحظ المؤرخ ريتشارد إيفانز، «الأغاني التي غنوها كانت أغاني نازية. الكتب التي قرأوها كانت كتب نازية». 

## التنظيم
تتألف العضوية العامة من الأولاد الذين تتراوح أعمارهم بين أربعة عشر إلى ثمانية عشر.  تم تنظيم شباب هتلر في خلايا محلية على مستوى المجتمع. عقدت هذه الخلايا اجتماعات أسبوعية تم فيها تدريس العقائد النازية المختلفة من قبل القادة البالغين. نظم القادة الإقليميون عادة تجمعات وتمارين ميدانية يشارك فيها عشرات من خلايا هتلر للشباب. يُعقد أكبر تجمع سنويًا سنويًا في نورمبرغ، حيث يلتقي أعضاء من جميع أنحاء ألمانيا في التجمع السنوي للحزب النازي.  بما أن المسؤولين النازيين اعتبروا شباب هتلر ورابطة الفتيات الألمانية بشكل كامل منظمات «آرية»، فقد تم تشجيع الجنس قبل الزواج في صفوفهم.  

## عضوية
في عام 1923، كان لدى منظمة الشباب التابعة للحزب النازي أكثر من 1200 عضو.  في عام 1925، عندما تم إعادة تأسيس الحزب النازي، زادت العضوية إلى أكثر من 5000.  خلال خمس سنوات، بلغت العضوية الوطنية 26000.  بحلول نهاية عام 1932، وصلت عندد 107,956.  وصل النازيون إلى السلطة في عام 1933، وزادت عضوية منظمات شباب هتلر بشكل كبير إلى 2,300,000 عضو بحلول نهاية ذلك العام. جاء الكثير من هذه الزيادات من عمليات الاستيلاء القسري على منظمات شبابية أخرى. تم دمج Evangelische Jugend (الشباب الإنجيلي)، وهي منظمة شبابية لوثرية من 600000 عضو، في 18 فبراير 1934.  في عام 1934، أعلن قانون أن هتلر بوند هي المنظمة الشبابية الوحيدة المسموح بها قانونًا في ألمانيا، وذكر أن «كل الشباب الألمان في الرايخ منظمون داخل شباب هتلر». 
بحلول ديسمبر 1936، وصلت عضوية شباب هتلر إلى أكثر من خمسة ملايين.  في نفس الشهر، أصبحت العضوية إلزامية لـ «الآريين» بموجب Gesetz über die Hitlerjugend (قانون شباب هتلر).  تم التأكيد على هذا الالتزام القانوني في مارس 1939 مع Jugenddienstpflicht (واجب خدمة الشباب)، الذي جند جميع الشباب الألمان في شباب هتلر - حتى إذا اعترض الآباء.  الآباء الذين رفضوا السماح لأطفالهم بالانضمام خضعوا لتحقيق من قبل السلطات.  ومنذ ذلك الحين، تنتمي الغالبية العظمى من المراهقين في ألمانيا إلى شباب هتلر. بحلول عام 1940، كان لديها ثمانية ملايين عضو. 
حتى قبل أن تصبح العضوية إلزامية في عام 1939، واجه الشباب الألماني ضغطًا قويًا للانضمام. وكثيرا ما تم تعيين مقالات للطلاب الذين لم ينضمو بعناوين مثل «لماذا لست في شباب هتلر؟»  وكانوا أيضا موضوع السخرية المتكررة من المعلمين والزملاء، ويمكن حتى أن ترفض لهم أبيتور -الذي جعل من المستحيل للسماح لهم بدخول الجامعة.  رفض عدد من أصحاب العمل تقديم التلمذة الصناعية لأي شخص لم يكن عضوًا في شباب هتلر. بحلول عام 1936، احتكر شباب هتلر جميع المنشآت الرياضية للشباب في ألمانيا، مما أدى إلى حظر غير الأعضاء. مع مرور الوقت، غضب عدد من الأولاد في ظل الطبيعة المنظمة للتنظيم؛ حتى أن بعضهم انسحبوا ولم يعدوا إلا عندما علموا أنهم لا يستطيعون الحصول على وظيفة أو دخول الجامعة دون أن يكونوا أعضاء.  نحو فعال، شكل شباب هتلر أنجح حركة من الحركات الجماهيرية في الرايخ الثالث. 
كان هناك عدد قليل من أعضاء شباب هتلر الذين اختلفوا بشكل خاص مع الأيديولوجيات النازية. على سبيل المثال، كان هانس شول - شقيق صوفي شول وأحد الشخصيات البارزة في حركة المقاومة المعادية للنازية Weiße Rose (الوردة البيضاء) - عضوًا في شباب هتلر.   

## الحرب العالمية الثانية

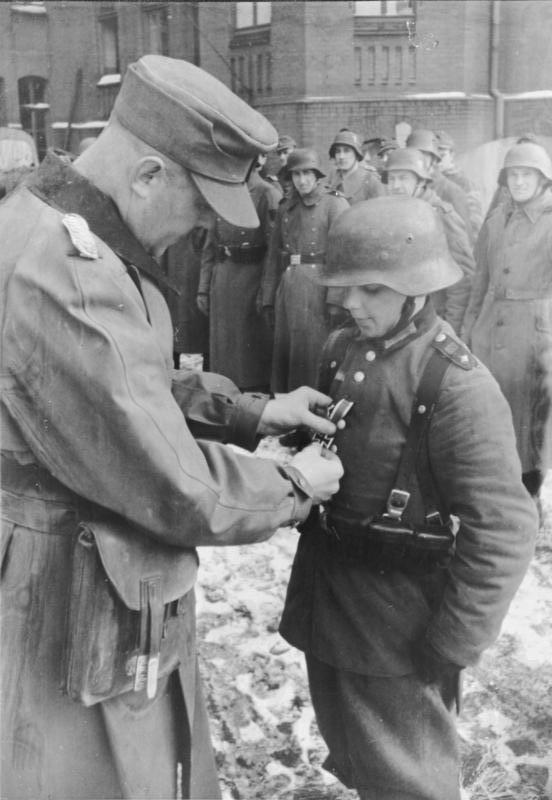
مُنح ويلي هوبنر البالغ من العمر 16 عامًا الصليب الحديدي في مارس 1945

في 1 مايو 1940، تم تعيين أرتور أكسمان نائبا لبالدور فون شيراخ، رايخس يوجند فورر لشباب هتلر في 8 أغسطس 1940.  بدأ أكسمان في إصلاح المجموعة إلى قوة مساعدة يمكنها أداء واجبات الحرب.  أصبح شباب هتلر نشطًا في فرق الإطفاء الألمانية وساعدوا في جهود الإنعاش للمدن الألمانية المتضررة من قصف الحلفاء. ساعد شباب هتلر أيضًا في منظمات مثل خدمة بريد الرايخ وخدمات السكك الحديدية الرايخ والمكاتب الحكومية الأخرى؛  ساعد أفراد من الجيش أيضاً الجيش وخدموا مع أطقم الدفاع المضادة للطائرات. 
بحلول عام 1943، بدأ القادة النازيون في تحويل شباب هتلر إلى احتياطي عسكري ليحلوا محل القوى العاملة التي تم استنفادها بسبب الخسائر العسكرية الهائلة. تم اقتراح فكرة تقسيم فافن إس إس المكونة من أعضاء شباب هتلر لأول مرة بواسطة أكسمان إلى زعيم الرايخ إس إس هاينريش هيملر في أوائل عام 1943.  تم تمرير خطة فرقة قتالية تتكون من أعضاء شباب هتلر المولودين في عام 1926 لهتلر للحصول على موافقته. وافق هتلر على الخطة في فبراير، وكلف جوتلوب بيرجر بالتجنيد.  فريتز ويت من فرقة لايبشتاندارته أدولف هتلر كقائد للفرقة. 
في عام 1944، تم نشر فرقة بانز إس إس 12 هتلريوجند خلال معركة نورماندي ضد القوات البريطانية والكندية في شمال كاين. شارك ما يقرب من 20000 شاب ألماني في محاولة صد غزو يوم النصر. بينما قاموا بضرب حوالي 28 دبابة كندية خلال جهدهم الأول، فقدوا في نهاية المطاف 3000 شخص قبل اكتمال هجوم نورماندي.  خلال الأشهر التالية، اكتسبت الفرقة نفسه سمعة الشراسة والتعصب. عندما قُتلت ويت بنيران البحرية المتحالفة، تولى إس إس - بريغيجاديه فوهرر كورت ماير القيادة وأصبح قائد الفرقة في سن 33.  
مع تصاعد الخسائر الألمانية مع الجمع بين عملية باغراتيون وهجوم لفوف-ساندومييرز في الشرق، وعملية كوبرا في الغرب، تم تجنيد أعضاء شباب هتلر في سن أصغر من أي وقت مضى. بحلول عام 1945، كان فريق فولكسشتورم يقوم عادة بصياغة أعضاء شباب هتلر البالغ من العمر 12 عامًا في صفوفه. خلال معركة برلين، شكل شباب هتلر إكسمان جزءًا كبيرًا من الخط الأخير للدفاع الألماني، وكانوا من بين أشرس المقاتلين. على الرغم من أن قائد المدينة، الجنرال هيلموت ويدلينج، أمر أكسمان بحل تشكيلات قتال شباب هتلر، في الارتباك لم يتم تنفيذ هذا الأمر. بقايا لواء الشباب تكبدوا خسائر فادحة من القوات الروسية المتقدمة. نجا اثنان فقط. 

## الرتب والزي الرسمي
ألوان القوات:  
- سقلاتي (hochrot): General HJ
- Pink (rosa): Motor HJ
- Light blue (hellblau): Flyer HJ
- Yellow (gelb): Communications HJ
- كارمن (karmesinrot): Area and Reichsjugendführer staffs
- Green (grün): Agricultur
- White (weiß): NSDAP educational institutions. HJ-Patrol service (1943)